# Elisa Stadion
Das Elisa Stadion ist ein Fußballstadion in der finnischen Stadt Vaasa, Österbotten. Die beiden örtlichen Fußballvereine Vaasan PS und der Vasa IFK tragen hier ihre Heimspiele aus. Nach dem Ausbau 2016 stehen 6009 Sitzplätze zu Fußballspielen bereit.

## Geschichte
Das ursprüngliche Stadion namens Hietalahden jalkapallostadion (deutsch Hietalahti Fußballstadion, schwedisch Sandvikens fotbollsstadion) wurde 1936 eröffnet. 1995 wurde die Sportstätte renoviert. Dabei wurde die Leichtathletikanlage um das Spielfeld entfernt und ein reines Fußballstadion entstand. Der Naturrasen erhielt eine Rasenheizung und eine Bewässerungsanlage. 1998 wurde das Stadion mit einer Flutlichtanlage ergänzt. Bis zum Umbau verfügte das Stadion über 4500 Plätze, von denen die 1300 Plätze auf der Haupttribüne überdacht waren.
Zwischen Juli 2015 und Juli 2016 wurde die Spielstätte ausgebaut. Dabei wurden die Gegentribüne und die Hintertortribünen abgerissen und durch Neubauten ersetzt. Die neuen Ränge sind mit einer Fassade aus senkrechten Metallstreben verkleidet. Die alte Haupttribüne wurde vom Museovirasto unter Denkmalschutz gestellt und blieb erhalten. Die Spielfläche aus Naturrasen wurde gegen einen Kunstrasen ausgetauscht, der die Anforderungen der FIFA und UEFA erfüllt. Das Elisa Stadion bietet u. a. neun Logen, ein Restaurant mit maximal 487 Plätzen, Tagungsräume, ein Fitnessstudio und eine Sauna.
Im September 2015 wurde das finnische Telekommunikationsunternehmen Elisa Namenssponsor des Stadions in Vaasa. Der Vertrag hat eine Laufzeit von sechs Jahren. Dafür zahlt Elisa 900.000 Euro an die Stadt.
Das Elisa Stadion war neben dem OmaSP Stadion in Seinäjoki der zweite Spielort der U-19-Fußball-Europameisterschaft 2018. Während des Turniers fanden 5572 Zuschauer Platz.
Neben dem Fußball finden im Stadion Konzerte statt. Zu den aufgetretenen Künstlern gehören u. a. die Pet Shop Boys, Per Gessle, Sash!, Yö und Robin Bengtsson.

## Tribünen
- Gesamt: 6009 Sitzplätze[1]
- Neue Haupttribüne (Abschnitt A): 2104 Sitzplätze
- Hintertortribüne (Abschnitt B): 1278 Sitzplätze
- Hintertortribüne (Abschnitt C): 1278 Sitzplätze
- Alte Haupttribüne: 1349 Sitzplätze

## Länderspiele
Zwei Länderspiele trug die finnische Fußballnationalmannschaft der Männer im Stadion von Vaasa aus. Die Frauennationalmannschaft betritt bisher vier Partien.
Männer:
- 16. Juli 1972:  Finnland –  Sowjetunion 1:1 (Freundschaftsspiel)
- 04. Aug. 1988:  Finnland –  Bulgarien 1:1 (Freundschaftsspiel)

Frauen:
- 19. Juli 2003:  Finnland –  Italien 1:1 (EM-Qualifikation 2005)
- 02. Okt. 2004:  Finnland –  Schweden 1:1 (EM-Qualifikation 2005)
- 24. Sep. 2005:  Finnland –  Polen 3:1 (WM-Qualifikation 2007)
- 27. Aug. 2008:  Finnland –  Schottland 1:1 (Freundschaftsspiel)

## Galerie

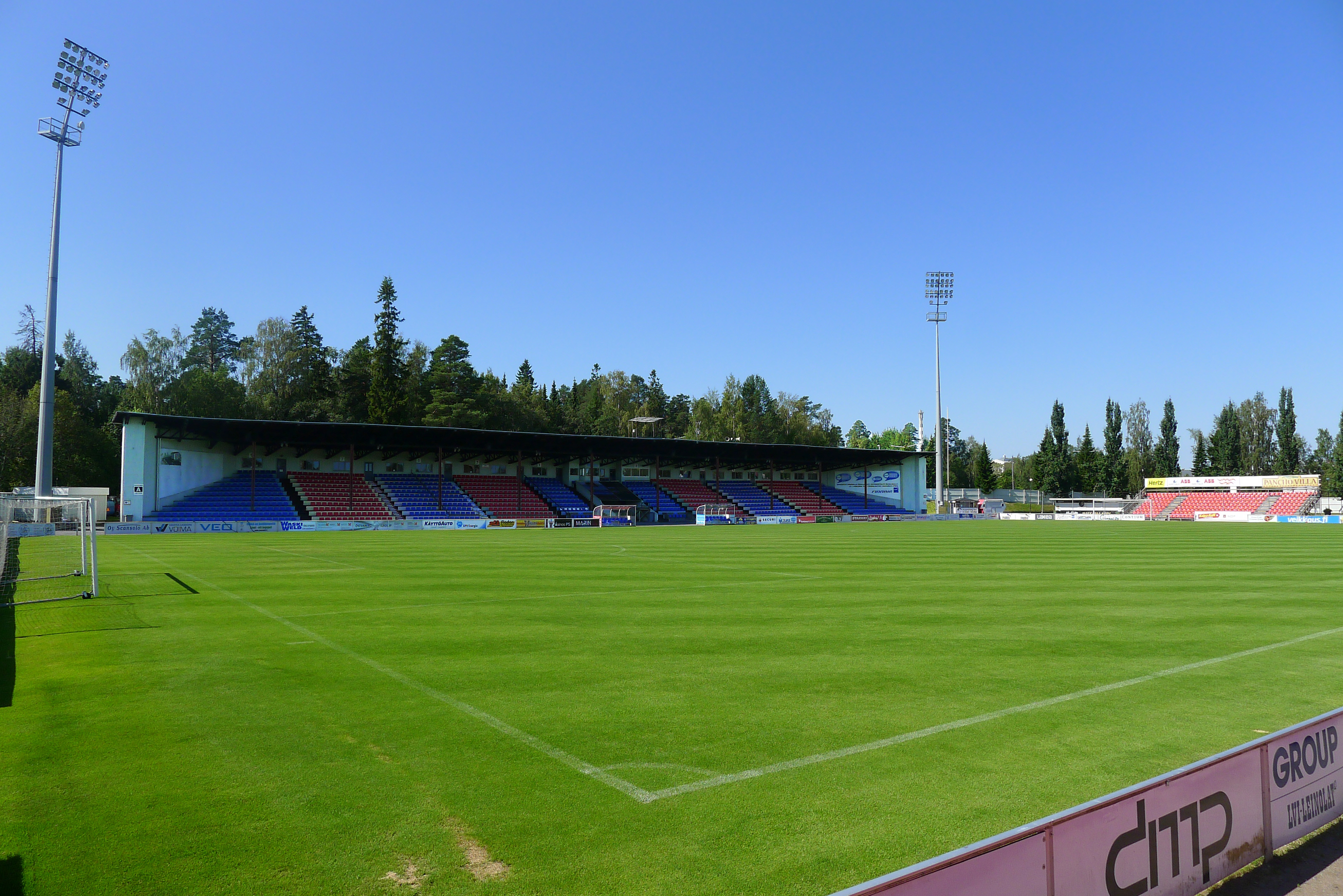
Das alte Stadion (Juli 2014)
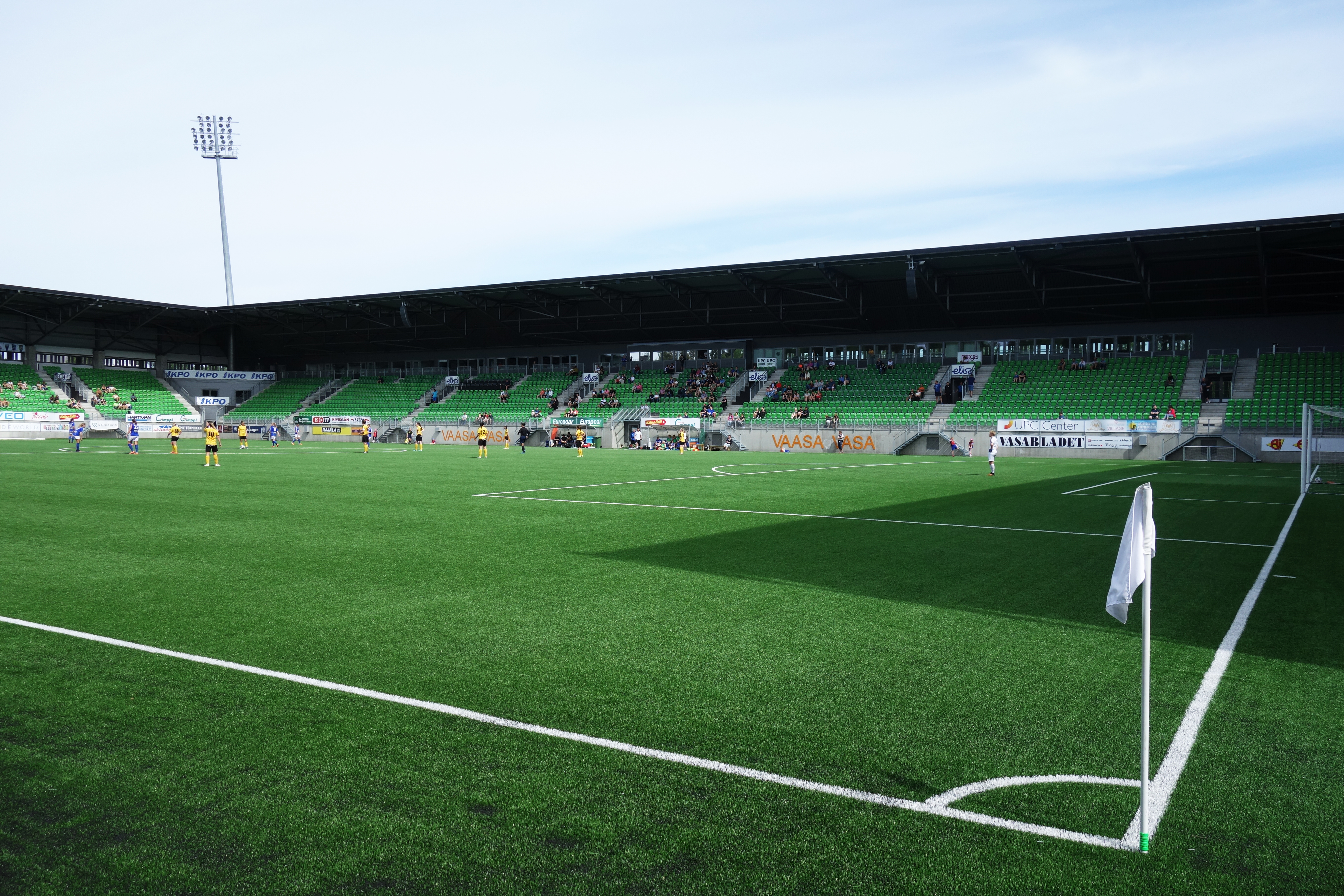
Blick auf das Spielfeld und die neuen Ränge (Juni 2017)
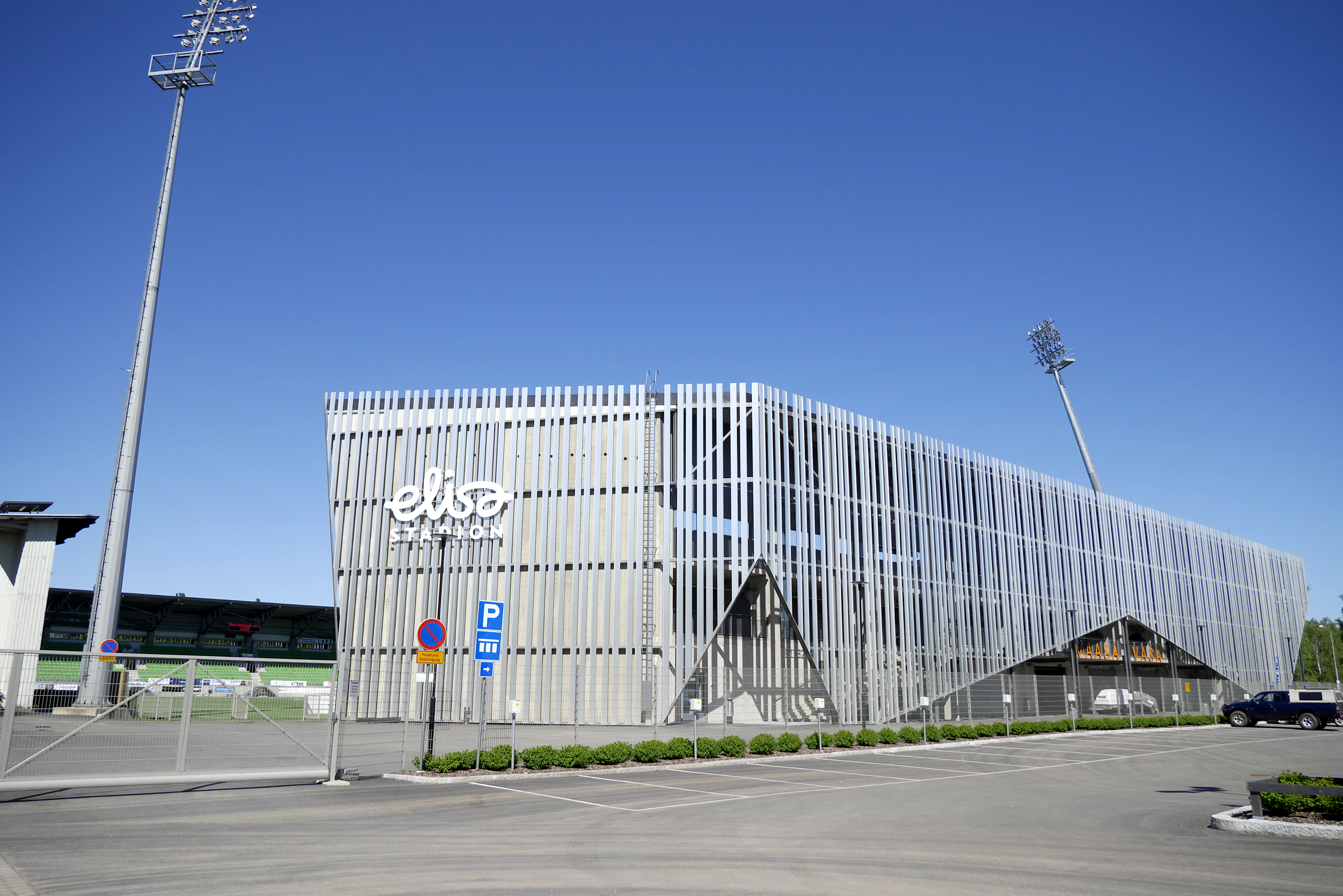
Fassade der neugebauten Tribünen (Mai 2018)
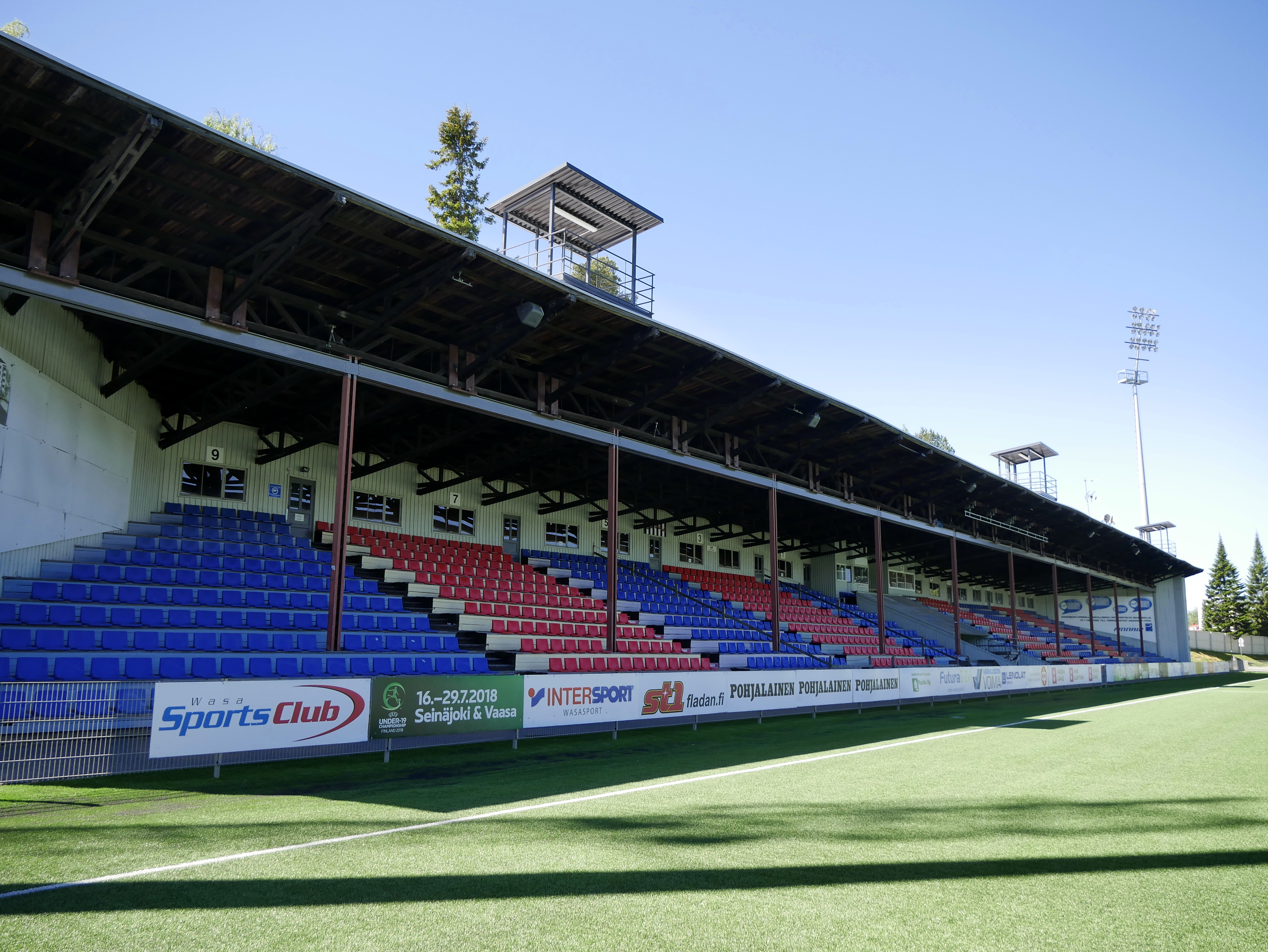
Die alte Haupttribüne (Mai 2018)
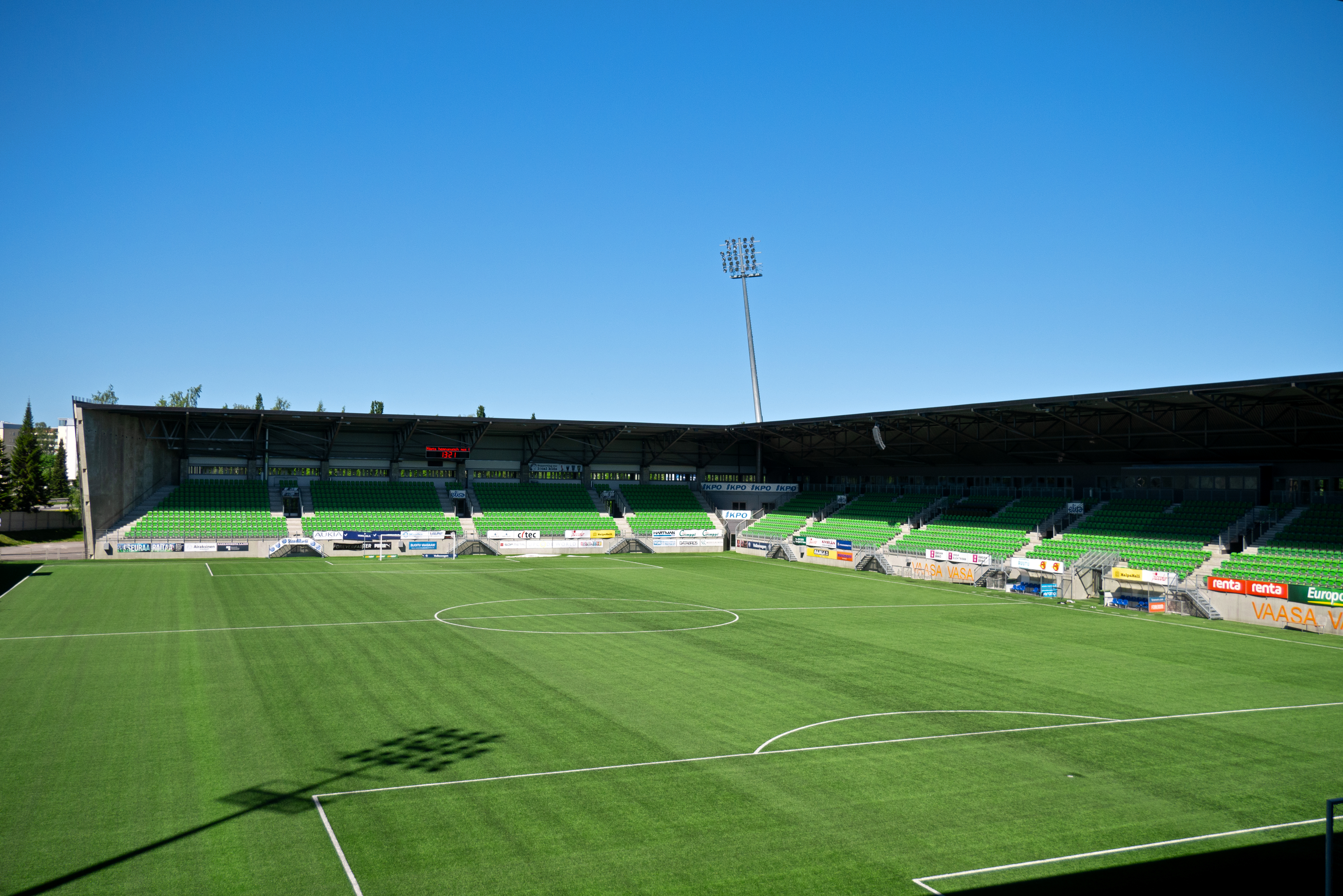
Blick in das Stadion (Mai 2018)